# Pratylenchus coffeae
Pratylenchus coffeae (лат.) — вид нематод, поражающих растения. Заражает: картофель, банан, клубнику, фиалки, арахис, цитрусовые и некоторые другие растения.
Размер генома 20 000 000 пар оснований (20Mb). Это самый маленький геном животного из известных.